# Gare de Bellou-en-Houlme
La gare de Bellou-en-Houlme est une ancienne halte ferroviaire française de la ligne d'Argentan à Granville, située sur le territoire de la commune de Bellou-en-Houlme, dans le département de l'Orne, en région Normandie.

## Situation ferroviaire
Établie à 222 mètres d'altitude, la gare de Bellou-en-Houlme est située au point kilométrique (PK) 35,735 de la ligne d'Argentan à Granville entre les gares ouvertes de Briouze et de Flers. Autrefois avant Flers se trouvait la gare de Messei.

## Service des voyageurs
Depuis 1970, aucun train ne s'arrête plus à la halte de Bellou-en-Houlme. Il ne subsiste plus de trace de cette halte qui n'avait pas de bâtiment voyageurs.